# Dypsis
Dypsis is een geslacht van bedektzadigen in de familie Arecaceae die voorkomen in Tanzania, Madagaskar en op de Comoren. Het zijn slanke groenblijvende palmen met gele bloemen die groeien in pluimen onder de geveerde bladeren.

## Soorten
- Dypsis acaulis John Dransfield in J.Dransf. & Henk Beentje, Palms Madagascar: 409 (1995).
- Dypsis acuminum (Jum.) Beentje & J.Dransf., Palms Madagascar: 211 (1995).
- Dypsis albofarinosa Hodel & Marcus, Palms (1999+) 48: 91 (2004).
- Dypsis ambanjae Beentje in J.Dransfield & H.Beentje, Palms Madagascar: 299 (1995).
- Dypsis ambilaensis J.Dransf. in J.Dransfield & H.Beentje, Palms Madagascar: 382 (1995).
- Dypsis ambositrae Beentje in J.Dransfield & H.Beentje, Palms Madagascar: 195 (1995).
- Dypsis ampasindavae Beentje in J.Dransfield & H.Beentje, Palms Madagascar: 153 (1995).
- Dypsis andapae Beentje in J.Dransfield & H.Beentje, Palms Madagascar: 300 (1995).
- Dypsis andrianatonga Beentje in J.Dransfield & H.Beentje, Palms Madagascar: 203 (1995).
- Dypsis angusta Jum., Ann. Inst. Bot.-Géol. Colon. Marseille, III, 6(1): 34 (1918).
- Dypsis angustifolia (H.Perrier) Beentje & J.Dransf., Palms Madagascar: 336 (1995).
- Dypsis ankaizinensis (Jum.) Beentje & J.Dransf., Palms Madagascar: 182 (1995).
- Dypsis antanambensis Beentje in J.Dransfield & H.Beentje, Palms Madagascar: 368 (1995).
- Dypsis aquatilis Beentje in J.Dransfield & H.Beentje, Palms Madagascar: 372 (1995).
- Dypsis arenarum (Jum.) Beentje & J.Dransf., Palms Madagascar: 215 (1995).
- Dypsis baronii (Becc.) Beentje & J.Dransf., Palms Madagascar: 198 (1995).
- Dypsis basilonga (Jum. & H.Perrier) Beentje & J.Dransf., Palms Madagascar: 193 (1995).
- Dypsis beentjei J.Dransf. in J.Dransfield & H.Beentje, Palms Madagascar: 401 (1995).
- Dypsis bejofo Beentje in J.Dransfield & H.Beentje, Palms Madagascar: 146 (1995).
- Dypsis bernieriana (Baill.) Beentje & J.Dransf., Palms Madagascar: 304 (1995).
- Dypsis betamponensis (Jum.) Beentje & J.Dransf., Palms Madagascar: 295 (1995).
- Dypsis boiviniana Baill., Bull. Mens. Soc. Linn. Paris 2: 1164 (1894).
- Dypsis bonsai Beentje in J.Dransfield & H.Beentje, Palms Madagascar: 252 (1995).
- Dypsis bosseri J.Dransf. in J.Dransfield & H.Beentje, Palms Madagascar: 393 (1995).
- Dypsis brevicaulis (Guillaumet) Beentje & J.Dransf., Palms Madagascar: 323 (1995).
- Dypsis cabadae (H.E.Moore) Beentje & J.Dransf., Palms Madagascar: 219 (1995).
- Dypsis canaliculata (Jum.) Beentje & J.Dransf., Palms Madagascar: 149 (1995).
- Dypsis canescens (Jum. & H.Perrier) Beentje & J.Dransf., Palms Madagascar: 410 (1995).
- Dypsis carlsmithii J.Dransf. & Marcus, Palms 46: 48 (2002).
- Dypsis catatiana (Baill.) Beentje & J.Dransf., Palms Madagascar: 308 (1995).
- Dypsis caudata Beentje in J.Dransfield & H.Beentje, Palms Madagascar: 254 (1995).
- Dypsis ceracea (Jum.) Beentje & J.Dransf., Palms Madagascar: 151 (1995).
- Dypsis commersoniana (Baill.) Beentje & J.Dransf., Palms Madagascar: 236 (1995).
- Dypsis concinna Baker, J. Linn. Soc., Bot. 22: 526 (1887).
- Dypsis confusa Beentje in J.Dransfield & H.Beentje, Palms Madagascar: 288 (1995).
- Dypsis cookei J.Dransf. in J.Dransfield & H.Beentje, Palms Madagascar: 399 (1995).
- Dypsis coriacea Beentje in J.Dransfield & H.Beentje, Palms Madagascar: 311 (1995).
- Dypsis corniculata (Becc.) Beentje & J.Dransf., Palms Madagascar: 280 (1995).
- Dypsis coursii Beentje in J.Dransfield & H.Beentje, Palms Madagascar: 230 (1995).
- Dypsis crinita (Jum. & H.Perrier) Beentje & J.Dransf., Palms Madagascar: 361 (1995).
- Dypsis curtisii Baker, J. Linn. Soc., Bot. 22: 526 (1887).
- Dypsis decaryi (Jum.) Beentje & J.Dransf., Palms Madagascar: 187 (1995).
- Dypsis decipiens (Becc.) Beentje & J.Dransf., Palms Madagascar: 191 (1995).
- Dypsis delicatula Britt & J.Dransf., Palms (1999+) 49: 41 (2005).
- Dypsis digitata (Becc.) Beentje & J.Dransf., Palms Madagascar: 320 (1995).
- Dypsis dransfieldii Beentje in J.Dransfield & H.Beentje, Palms Madagascar: 355 (1995).
- Dypsis elegans Beentje in J.Dransfield & H.Beentje, Palms Madagascar: 271 (1995).
- Dypsis eriostachys J.Dransf. in J.Dransfield & H.Beentje, Palms Madagascar: 291 (1995).
- Dypsis faneva Beentje in J.Dransfield & H.Beentje, Palms Madagascar: 257 (1995).
- Dypsis fanjana Beentje in J.Dransfield & H.Beentje, Palms Madagascar: 259 (1995).
- Dypsis fasciculata Jum., Ann. Inst. Bot.-Géol. Colon. Marseille, III, 6(1): 37 (1918).
- Dypsis fibrosa (C.H.Wright) Beentje & J.Dransf., Palms Madagascar: 366 (1995).
- Dypsis forficifolia Noronha ex Mart., Hist. Nat. Palm. 3: 180 (1838).
- Dypsis furcata J.Dransf. in J.Dransfield & H.Beentje, Palms Madagascar: 394 (1995).
- Dypsis glabrescens (Becc.) Becc., Palme Madagascar: 16 (1912).
- Dypsis henrici J.Dransf., Beentje & Govaerts, Palms (1999+) 50: 184 (2006).
- Dypsis heteromorpha (Jum.) Beentje & J.Dransf., Palms Madagascar: 198 (1995).
- Dypsis heterophylla Baker, J. Linn. Soc., Bot. 22: 552 (1887).
- Dypsis hiarakae Beentje in J.Dransfield & H.Beentje, Palms Madagascar: 286 (1995).
- Dypsis hildebrandtii (Baill.) Becc., Palme Madagascar: 14 (1912).
- Dypsis hovomantsina Beentje in J.Dransfield & H.Beentje, Palms Madagascar: 150 (1995).
- Dypsis humbertii H.Perrier, Notul. Syst. (Paris) 8: 46 (1939).
- Dypsis humblotiana (Baill.) Beentje & J.Dransf., Palms Madagascar: 221 (1995).
- Dypsis ifanadianae Beentje in J.Dransfield & H.Beentje, Palms Madagascar: 171 (1995).
- Dypsis integra (Jum.) Beentje & J.Dransf., Palms Madagascar: 319 (1995).
- Dypsis intermedia Beentje in J.Dransfield & H.Beentje, Palms Madagascar: 243 (1995).
- Dypsis interrupta J.Dransf. in J.Dransfield & H.Beentje, Palms Madagascar: 327 (1995).
- Dypsis jumelleana Beentje & J.Dransf., Palms Madagascar: 247 (1995).
- Dypsis laevis J.Dransf. in J.Dransfield & H.Beentje, Palms Madagascar: 386 (1995).
- Dypsis lanceolata (Becc.) Beentje & J.Dransf., Palms Madagascar: 223 (1995).
- Dypsis lantzeana Baill., Bull. Mens. Soc. Linn. Paris 2: 1163 (1894).
- Dypsis lanuginosa J.Dransf. in J.Dransfield & H.Beentje, Palms Madagascar: 396 (1995).
- Dypsis lastelliana (Baill.) Beentje & J.Dransf., Palms Madagascar: 175 (1995).
- Dypsis leptocheilos (Hodel) Beentje & J.Dransf., Palms Madagascar: 176 (1995).
- Dypsis ligulata (Jum.) Beentje & J.Dransf., Palms Madagascar: 178 (1995).
- Dypsis linearis Jum., Ann. Inst. Bot.-Géol. Colon. Marseille, III, 6(1): 35 (1918).
- Dypsis lokohensis J.Dransf. in J.Dransfield & H.Beentje, Palms Madagascar: 350 (1995).
- Dypsis louvelii Jum. & H.Perrier, Ann. Inst. Bot.-Géol. Colon. Marseille, III, 1: 21 (1913).
- Dypsis lucens (Jum.) Beentje & J.Dransf., Palms Madagascar: 315 (1995).
- Dypsis lutea (Jum.) Beentje & J.Dransf., Palms Madagascar: 293 (1995).
- Dypsis lutescens (H.Wendl.) Beentje & J.Dransf., Palms Madagascar: 212 (1995).
- Dypsis mahia Beentje in J.Dransfield & H.Beentje, Palms Madagascar: 296 (1995).
- Dypsis malcomberi Beentje in J.Dransfield & H.Beentje, Palms Madagascar: 165 (1995).
- Dypsis mananjarensis (Jum. & H.Perrier) Beentje & J.Dransf., Palms Madagascar: 163 (1995).
- Dypsis mangorensis (Jum.) Beentje & J.Dransf., Palms Madagascar: 264 (1995).
- Dypsis marojejyi Beentje in J.Dransfield & H.Beentje, Palms Madagascar: 234 (1995).
- Dypsis mcdonaldiana Beentje in J.Dransfield & H.Beentje, Palms Madagascar: 245 (1995).
- Dypsis minuta Beentje in J.Dransfield & H.Beentje, Palms Madagascar: 313 (1995).
- Dypsis mirabilis J.Dransf. in J.Dransfield & H.Beentje, Palms Madagascar: 345 (1995).
- Dypsis mocquerysiana (Becc.) Becc., Palme Madagascar: 15 (1912).
- Dypsis monostachya Jum., Ann. Inst. Bot.-Géol. Colon. Marseille, III, 6(1): 36 (1918).
- Dypsis montana (Jum.) Beentje & J.Dransf., Palms Madagascar: 303 (1995).
- Dypsis moorei Beentje in J.Dransfield & H.Beentje, Palms Madagascar: 354 (1995).
- Dypsis nauseosa (Jum. & H.Perrier) Beentje & J.Dransf., Palms Madagascar: 156 (1995).
- Dypsis nodifera Mart., Hist. Nat. Palm. 3: 312 (1849).
- Dypsis nossibensis (Becc.) Beentje & J.Dransf., Palms Madagascar: 358 (1995).
- Dypsis occidentalis (Jum.) Beentje & J.Dransf., Palms Madagascar: 301 (1995).
- Dypsis onilahensis (Jum. & H.Perrier) Beentje & J.Dransf., Palms Madagascar: 207 (1995).
- Dypsis oreophila Beentje in J.Dransfield & H.Beentje, Palms Madagascar: 227 (1995).
- Dypsis oropedionis Beentje in J.Dransfield & H.Beentje, Palms Madagascar: 159 (1995).
- Dypsis ovobontsira Beentje in J.Dransfield & H.Beentje, Palms Madagascar: 180 (1995).
- Dypsis pachyramea J.Dransf. in J.Dransfield & H.Beentje, Palms Madagascar: 404 (1995).
- Dypsis paludosa J.Dransf. in J.Dransfield & H.Beentje, Palms Madagascar: 343 (1995).
- Dypsis pembana (H.E.Moore) Beentje & J.Dransf., Palms Madagascar: 219 (1995).
- Dypsis perrieri (Jum.) Beentje & J.Dransf., Palms Madagascar: 351 (1995).
- Dypsis pervillei (Baill.) Beentje & J.Dransf., Palms Madagascar: 269 (1995).
- Dypsis pilulifera (Becc.) Beentje & J.Dransf., Palms Madagascar: 161 (1995).
- Dypsis pinnatifrons Mart., Hist. Nat. Palm. 3: 180 (1838).
- Dypsis plurisecta Jum., Ann. Inst. Bot.-Géol. Colon. Marseille, III, 6(1): 35 (1918).
- Dypsis poivreana (Baill.) Beentje & J.Dransf., Palms Madagascar: 307 (1995).
- Dypsis prestoniana Beentje in J.Dransfield & H.Beentje, Palms Madagascar: 167 (1995).
- Dypsis procera Jum., Ann. Inst. Bot.-Géol. Colon. Marseille, III, 6(1): 33 (1918).
- Dypsis procumbens (Jum. & H.Perrier) J.Dransf., Beentje & Govaerts, Palms (1999+) 50: 184 (2006).
- Dypsis psammophila Beentje in J.Dransfield & H.Beentje, Palms Madagascar: 216 (1995).
- Dypsis pulchella J.Dransf. in J.Dransfield & H.Beentje, Palms Madagascar: 297 (1995).
- Dypsis pumila Beentje in J.Dransfield & H.Beentje, Palms Madagascar: 223 (1995).
- Dypsis pusilla Beentje in J.Dransfield & H.Beentje, Palms Madagascar: 370 (1995).
- Dypsis ramentacea J.Dransf. in J.Dransfield & H.Beentje, Palms Madagascar: 411 (1995).
- Dypsis remotiflora J.Dransf. in J.Dransfield & H.Beentje, Palms Madagascar: 331 (1995).
- Dypsis rivularis (Jum. & H.Perrier) Beentje & J.Dransf., Palms Madagascar: 232 (1995).
- Dypsis robusta Hodel, Marcus & J.Dransf., Palms (1999+) 49: 129 (2005).
- Dypsis sahanofensis (Jum. & H.Perrier) Beentje & J.Dransf., Palms Madagascar: 290 (1995).
- Dypsis saintelucei Beentje in J.Dransfield & H.Beentje, Palms Madagascar: 178 (1995).
- Dypsis sanctaemariae J.Dransf. in J.Dransfield & H.Beentje, Palms Madagascar: 264 (1995).
- Dypsis scandens J.Dransf. in J.Dransfield & H.Beentje, Palms Madagascar: 255 (1995).
- Dypsis schatzii Beentje in J.Dransfield & H.Beentje, Palms Madagascar: 278 (1995).
- Dypsis scottiana (Becc.) Beentje & J.Dransf., Palms Madagascar: 239 (1995).
- Dypsis serpentina Beentje in J.Dransfield & H.Beentje, Palms Madagascar: 206 (1995).
- Dypsis simianensis (Jum.) Beentje & J.Dransf., Palms Madagascar: 317 (1995).
- Dypsis singularis Beentje in J.Dransfield & H.Beentje, Palms Madagascar: 242 (1995).
- Dypsis soanieranae Beentje in J.Dransfield & H.Beentje, Palms Madagascar: 266 (1995).
- Dypsis spicata J.Dransf. in J.Dransfield & H.Beentje, Palms Madagascar: 407 (1995).
- Dypsis tanalensis (Jum. & H.Perrier) Beentje & J.Dransf., Palms Madagascar: 182 (1995).
- Dypsis tenuissima Beentje in J.Dransfield & H.Beentje, Palms Madagascar: 315 (1995).
- Dypsis thermarum J.Dransf. in J.Dransfield & H.Beentje, Palms Madagascar: 377 (1995).
- Dypsis thiryana (Becc.) Beentje & J.Dransf., Palms Madagascar: 282 (1995).
- Dypsis thouarsiana Baill., Bull. Mens. Soc. Linn. Paris 2: 1163 (1894).
- Dypsis tokoravina Beentje in J.Dransfield & H.Beentje, Palms Madagascar: 170 (1995).
- Dypsis trapezoidea J.Dransf. in J.Dransfield & H.Beentje, Palms Madagascar: 284 (1995).
- Dypsis tsaratananensis (Jum.) Beentje & J.Dransf., Palms Madagascar: 226 (1995).
- Dypsis tsaravoasira Beentje in J.Dransfield & H.Beentje, Palms Madagascar: 154 (1995).
- Dypsis turkiiv J.Dransf., Palms 47: 27 (2003).
- Dypsis utilis (Jum.) Beentje & J.Dransf., Palms Madagascar: 364 (1995).
- Dypsis viridis Jum., Ann. Inst. Bot.-Géol. Colon. Marseille, III, 6(1): 35 (1918).